# Bouillonville
Bouillonville ist eine französische Gemeinde mit 146 Einwohnern (Stand: 1. Januar 2022) im Département Meurthe-et-Moselle in der Region Grand Est (bis 2015 Lothringen). Die Gemeinde gehört zum Arrondissement Toul und zum Kanton Le Nord-Toulois. Die Einwohner werden Bouillonvillais genannt.

## Geografie
Bouillonville liegt etwa 28 Kilometer südöstlich von Metz im Regionalen Naturpark Lothringen am Ufer des Flusses Rupt de Mad. Umgeben wird Bouillonville von den Nachbargemeinden Beney-en-Woëvre im Nordwesten und Norden, Thiaucourt-Regniéville im Norden und Osten, Euvezin im Süden sowie Pannes im Westen.

## Bevölkerungsentwicklung
| Jahr                       | 1962 | 1968 | 1975 | 1982 | 1990 | 1999 | 2006 | 2019 |
| Einwohner                  | 112  | 102  | 85   | 76   | 80   | 91   | 103  | 151  |
| Quellen: Cassini und INSEE |      |      |      |      |      |      |      |      |

## Sehenswürdigkeiten
- Kirche Saint-Denys aus dem 18. Jahrhundert
- Deutscher Soldatenfriedhof aus dem Ersten Weltkrieg

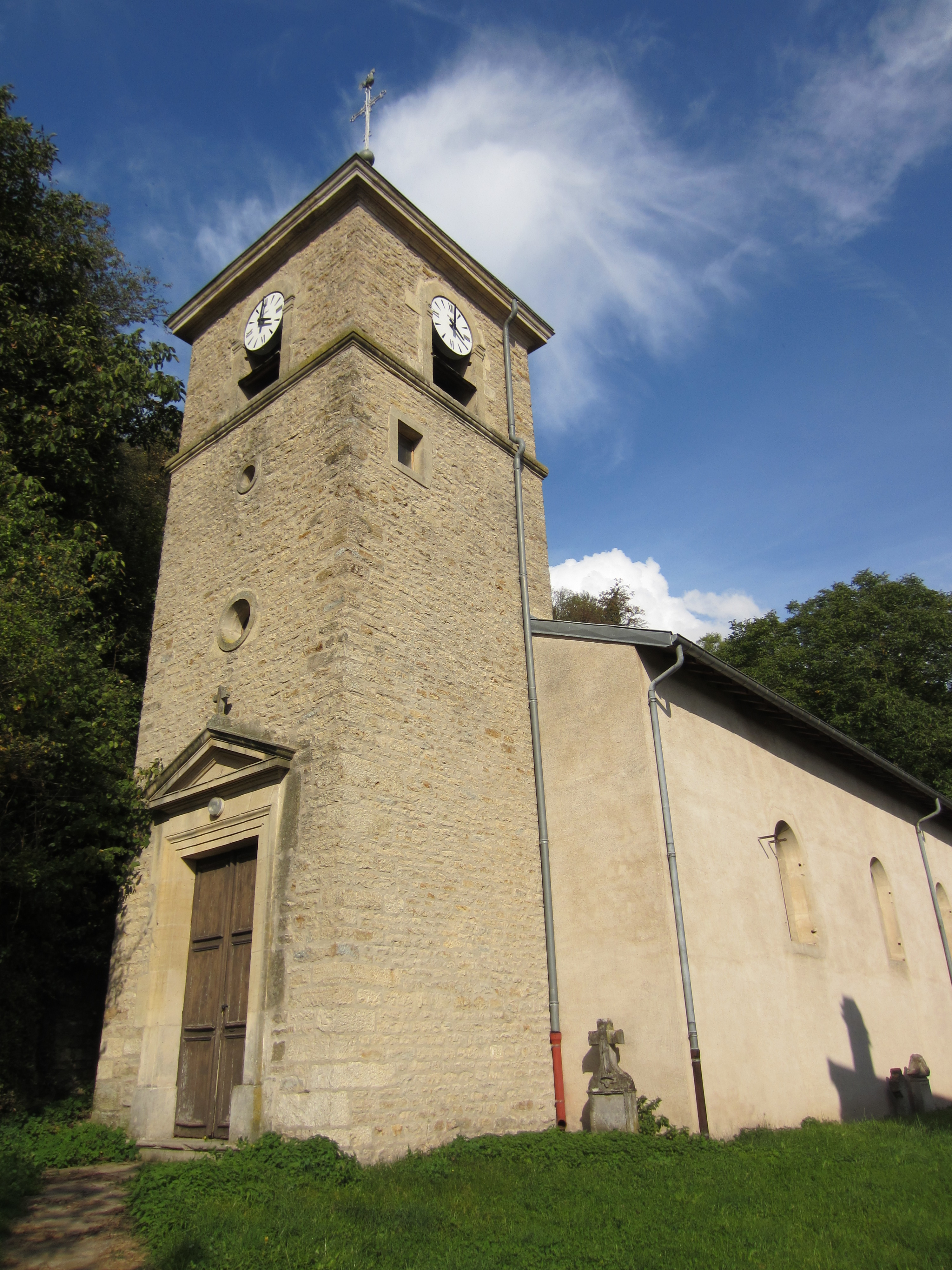
Kirche Saint-Denys